# United Airlines
Јунајтед ерлајнс (енг. United Airlines) је једна од највећих америчких авио-компанија. Авио-компанија је у саставу УАЛ Корпорације са седиштем у Чикагу, Илиноис, САД. Највећи чвориште авио-компаније се налази на Аеродром Чикаго О’Хара, са којег свакодневно полеће 550 Јунајтедових летова. Остала велика чворишта су Аеродром Денвер, Аеродром Вашингтон Далес, Аеродром Сан Франциско и Аеродром Лос Анђелес. Највеће техничко чвориште се налази на Аеродрому Сан Франциско.
Од новембар 2009. године, Јунајтед запошљава 48.000 људи и у флоти има 360 авиона.

## Дестинације и чворишта
Закључно са јануаром 2025., Јунајтед ерлајнс нуди директне летове до 217 домаћих и 146 међународних дестинација у 73 земље и територије на свих шест континената, опслужујући више међународних дестинација него било који други авиопревозник у САД.

### Чворишта
Као део свог модела транспорта чворишта, Јунајтед тренутно управља са седам чворишта:
- Chicago–O'Hare: United's hub for the Midwest.[4]
- Denver: United's primary domestic hub and busiest by number of flights.[5][6]Јунајтед ерлајнс Боинг 777-200 на Аеродром Минхен
- Houston–Intercontinental: United's hub for the South and gateway to Latin America.[7]
- Los Angeles: United's secondary hub for the West Coast and a transpacific and Latin American gateway.[8]
- Newark: United's primary hub for the East Coast and transatlantic gateway.[9]
- San Francisco: United's primary hub for the West Coast and transpacific gateway.[10]
- Washington–Dulles: United's secondary hub for the East Coast and transatlantic gateway.[11]

## Кабине

### United Polaris
United Polaris је међународни производ бизнис класе ове авио-компаније. Седиште се претвара у равни кревет од 1,98 м и има више простора за одлагање ствари, више прикључака за пуњење, лумбалну потпору и побољшане садржаје за ручавање и храну.
Путници Polaris-а могу се пријавити на одвојеним шалтерима и користити приоритетне траке за безбедносну контролу где су доступне. Услуге током лета укључују напитке пре полетања, столњаке и оброке од више јела. Путницима се такође даје приоритет при укрцавању и руковању пртљагом, као и приступ салонима United Polaris Lounge, United Club или салонима партнерских авио-компанија.

### Бизнис и прва класа
United First је највиша класа услуге на авионима домаће конфигурације. Када се такви авиони користе на међународним летовима, ова кабина се назива United Business. Седишта у ускотрупним авионима имају размак седишта од 97 цм, док Боинг 777-200ER домаће конфигурације имају потпуно равна седишта која се наизменично окрећу напред и назад у конфигурацији 2-4-2. Путници имају приоритетно укрцавање и руковање пртљагом, бесплатна алкохолна пића, бесплатне оброке на дужим летовима и могу користити одвојене шалтере за пријаву.

### United Premium Plus
Premium Plus је међународни премијум економска класа. Седишта могу се наћи на свим међународно конфигурисаним широкотрупним авионима, са конфигурацијом седишта 2-2-2 на Боингу 767, 2-3-2 на 787 и 2-4-2 на 777. Premium Plus је такође доступан на премијум трансконтиненталним и одабраним летовима за Хаваје који се обављају међународно конфигурисаним широкотрупним авионима.
Premium Plus нуди више удобности и погодности. Premium Plus седишта са наслоном су шира, имају више простора за ноге и опремљена су наслонима за ноге и стопала. Надограђени оброци се служе на порцеланском посуђу са бесплатним алкохолним пићима. Путницима се обезбеђује луксузније ћебе и јастук, заједно са комплетом за тоалетне потрепштине (на међународним летовима). Први авиони са овим седиштима летели су средином 2018., а комплетна услуга је покренута 2019.